# Argyroeides spectrum
Argyroeides spectrum är en fjärilsart som beskrevs av William Schaus 1911. Argyroeides spectrum ingår i släktet Argyroeides och familjen björnspinnare. Inga underarter finns listade i Catalogue of Life.